# Эйкрем, Магнус
Магнус Вольфф Эйкрем (норв. Magnus Wolff Eikrem; родился 8 августа 1990, Молде, Норвегия) — норвежский футболист, полузащитник клуба «Молде».
Сын известного норвежского футболиста Кнута Эйкрема.

## Клубная карьера

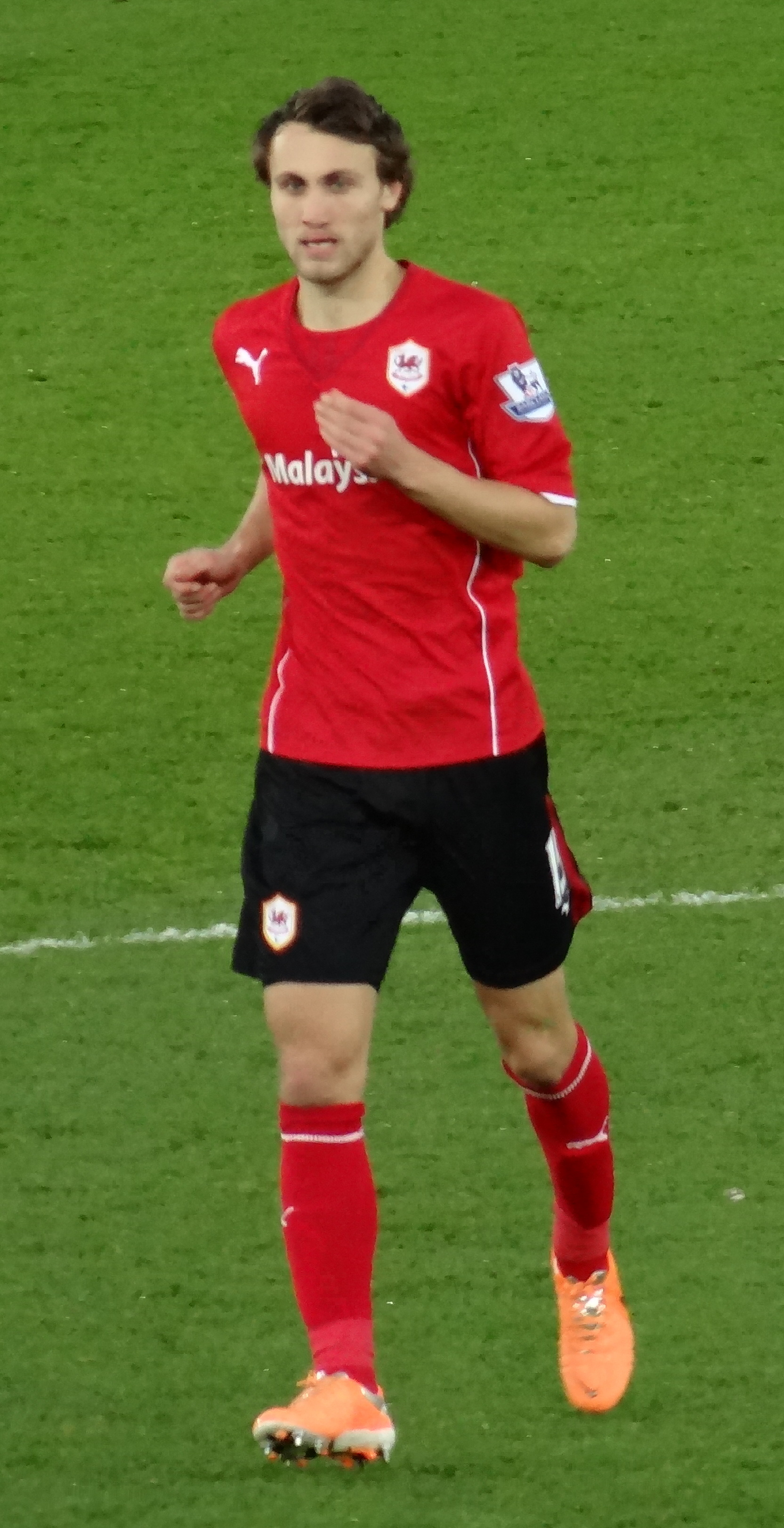
Эйкрем в составе «Кардифф Сити»

Эйкрем начал карьеру в клубе из своего родного города «Мольде» в возрасте 12 лет. В 16 лет он перешёл в молодёжную команду английского «Манчестер Юнайтед». В 2009 году Магнус был включен в заявку «Юнайтед» на сезон. Он находился на скамейке в матчах Кубка Англии и Лиги чемпионов против «Вольфсбурга», но на поле так и не вышел. В составе молодёжной команды Манчестера он стал чемпионом Англии.
В январе 2011 года Эйкрем вернулся в «Мольде», тренером которого был Уле Гуннар Сульшер, посоветовавший его «Манчестеру». 18 марта в матче против «Сарпсборг 08» Магнус дебютировал в Типпелиге. 22 августа в поединке против «Лиллестрёма» он забил свой первый гол за клуб. В составе «Мольде» он дважды стал чемпионом Норвегии.
Летом 2013 года Эйкрем подписал контракт с нидерландским «Херенвеном». Сумма трансфера составила 1,2 млн евро. 3 августа в матче против АЗ он дебютировал в Эредивизи. 23 августа в поединке против амстердамского «Аякса» Магнус забил свой первый гол за «Херенвен». В январе 2014 года перешёл в валлийский клуб «Кардифф Сити». 11 января в матче против «Вест Хэм Юнайтед» он дебютировал в английской Премьер-лиге, заменив во втором тайме Гари Меделя.
В начале 2015 года Магнус перешёл в шведский «Мальмё». 6 апреля в матче против «Сундсвалля» он дебютировал в Аллсвенскане. 3 мая в поединке против «Хельсингборга» Эйкрем сделал «дубль», забив свои первые голы за «Мальмё». В 2016 году он помог клубу выиграть чемпионат.
В конце января 2018 года Эйкрем перешёл в клуб MLS «Сиэтл Саундерс». Дебют Магнуса в Северной Америке состоялся 1 марта в ответном матче 1/8 финала Лиги чемпионов КОНКАКАФ 2018 против сальвадорского клуба «Санта-Текла», в котором он, выйдя на замену на второй тайм вместо Тони Альфаро, забил последний из четырёх безответных голов в ворота соперников. 20 июля 2018 года «Сиэтл Саундерс» отчислил Эйкрема. После этого Магнус вернулся в «Молде».

## Международная карьера
Эйкрем выступал за сборную страны различных возрастов. 15 января 2012 года в товарищеском матче против сборной Дании Магнус дебютировал за сборную Норвегии, заменив во втором тайме Маркуса Хенриксена.
В июне 2013 года Эйкрем был включен в заявку молодёжной команды на участие в молодёжном чемпионате Европе в Израиле. На турнире он сыграл три матча против сборных Израиля, Испании, а также в матче группового этапа против молодёжной сборной Англии Магнус забил гол, который принес его команде победу.

## Статистика

### Матчи Эйкрема за сборную Норвегии
| Матчи Эйкрема за сборную Норвегии | Матчи Эйкрема за сборную Норвегии | Матчи Эйкрема за сборную Норвегии | Матчи Эйкрема за сборную Норвегии | Матчи Эйкрема за сборную Норвегии | Матчи Эйкрема за сборную Норвегии |
| --------------------------------- | --------------------------------- | --------------------------------- | --------------------------------- | --------------------------------- | --------------------------------- |
| №                                 | Дата                              | Соперник                          | Счёт                              | Голы Эйкрема                      | Соревнование                      |
| 1                                 | 15 января 2012                    | Датская Суперлига                 | 1:1                               | —                                 | Товарищеский матч                 |
| 2                                 | 18 января 2012                    | Таиланд                           | 1:0                               | —                                 | Товарищеский матч                 |
| 3                                 | 21 января 2012                    | Республика Корея                  | 0:3                               | —                                 | Товарищеский матч                 |
| 4                                 | 15 августа 2012                   | Греция                            | 2:3                               | —                                 | Товарищеский матч                 |
| 5                                 | 7 сентября 2012                   | Исландия                          | 0:2                               | —                                 | Чемпионат мира 2014 (отбор)       |
| 6                                 | 12 октября 2012                   | Швейцария                         | 1:1                               | —                                 | Чемпионат мира 2014 (отбор)       |
| 7                                 | 16 октября 2012                   | Кипр                              | 3:1                               | —                                 | Чемпионат мира 2014 (отбор)       |
| 8                                 | 14 ноября 2012                    | Венгрия                           | 2:0                               | —                                 | Товарищеский матч                 |
| 9                                 | 6 февраля 2013                    | Украина                           | 0:2                               | —                                 | Товарищеский матч                 |
| 10                                | 14 августа 2013                   | Швеция                            | 2:4                               | —                                 | Товарищеский матч                 |
| 11                                | 6 сентября 2013                   | Кипр                              | 2:0                               | —                                 | Чемпионат мира 2014 (отбор)       |
| 12                                | 10 сентября 2013                  | Швейцария                         | 0:2                               | —                                 | Чемпионат мира 2014 (отбор)       |
| 13                                | 11 октября 2013                   | Словения                          | 0:3                               | —                                 | Чемпионат мира 2014 (отбор)       |
| 14                                | 15 ноября 2013                    | Дания                             | 1:2                               | —                                 | Товарищеский матч                 |
| 15                                | 19 ноября 2013                    | Шотландия                         | 0:1                               | —                                 | Товарищеский матч                 |
| 16                                | 12 июня 2015                      | Азербайджан                       | 0:0                               | —                                 | Чемпионат Европы 2016 (отбор)     |
| 17                                | 31 августа 2016                   | Беларусь                          | 0:1                               | —                                 | Товарищеский матч                 |

Итого: 17 матчей / 0 голов; 4 победы, 3 ничьи, 10 поражений.

## Достижения

### Командные
«Молде»
- Чемпион Норвегии (4) — 2011, 2012, 2019, 2022
- Обладатель Кубка Норвегии (2) — 2021/22, 2023

«Мальмё»
- Чемпион Швеции (2) — 2016, 2017

### Личные
- Команда сезона Лиги Европы УЕФА: 2020/21[17]